# Saint-Denis-Lanneray
Saint-Denis-Lanneray – gmina we Francji, w Regionie Centralnym, w departamencie Eure-et-Loir. W 2013 roku liczba ludności wynosiła 2354 mieszkańców. 
Gmina została utworzona 1 stycznia 2019 roku z połączenia dwóch ówczesnych gmin: Lanneray oraz Saint-Denis-les-Ponts. Siedzibą gminy została miejscowość Saint-Denis-les-Ponts. 